# Diablo (Californië)
Diablo is een plaats in Contra Costa County in Californië in de VS.

## Geografie
Diablo bevindt zich op 37°50′8″Noord, 121°57′27″West, op het zuidelijk uiteinde van Mount Diablo State Park. De totale oppervlakte bedraagt 2,5 km² (1,0 mijl²), wat allemaal land is.

## Demografie
Volgens de census van 2000 bedroeg de bevolkingsdichtheid 393,3/km² (1016,6/mijl²) en bedroeg het totale bevolkingsaantal 988 als volgt onderverdeeld naar etniciteit:
- 94,64% blanken
- 0,61% zwarten of Afrikaanse Amerikanen
- 2,94% Aziaten
- 0,61% andere
- 1,21% twee of meer rassen
- 3,54% Spaans of Latino

Er waren 341 gezinnen en 308 families in Diablo. De gemiddelde gezinsgrootte bedroeg 2,90.

## Plaatsen in de nabije omgeving
De onderstaande figuur toont nabijgelegen plaatsen in een straal van 16 km rond Diablo.